# Wordie Seamount
Wordie Seamount är ett djuphavsberg i Antarktis. Det ligger i Bransfieldsundet utanför Sydshetlandsöarna. Argentina, Chile och Storbritannien gör anspråk på området. 